# حفل توزيع جوائز الأوسكار الثالث والخمسون
أقيم حفل توزيع جوائز الأوسكار الثالث والخمسون (بالإنجليزية: 53rd Academy Awards)‏ يوم الثلاثاء، 31 مارس 1981 في دوروثي كاندلر باويليون، لوس أنجلوس بضيافة جوني كارسون لمدة 3 ساعات و 13 دقيقة. وفي هذه الدورة، حاز فيلم أناس عاديون
على جائزة أفضل فيلم. كما حصل فيلما الرجل الفيل والثور الهائج على أكبر عدد من الترشيحات (8 ترشيحات)، في حين كانت أكثر الجوائز من نصيب فيلم أناس عاديون (4 جوائز). قامت هيئة الإذاعة الأمريكية بتغطية الحفل الثالث والخمسين لجوائز الأوسكار.

## روابط خارجية
- حفل توزيع جوائز الأوسكار الثالث والخمسون على موقع IMDb (الإنجليزية)
- حفل توزيع جوائز الأوسكار الثالث والخمسون على موقع ميوزك برينز (الإنجليزية)